# Ni Phoenicis
Ni Phoenicis o Nu Phoenicis (ν Phe / HD 7570 / HR 370) es una estrella de magnitud aparente +4,96 situada en la constelación de Fénix.
Se encuentra a 49,1 años luz del sistema solar.
Ni Phoenicis es una estrella blanco-amarilla de tipo espectral F8V con una temperatura superficial de 6016 K.
Más grande que el Sol —su radio aproximadamente es un 22% más grande que el radio solar—, brilla con una luminosidad un 87% mayor que la de nuestra estrella.
Parece tener una mayor metalicidad que el Sol, con una abundancia relativa de hierro un 34% mayor.
Otros elementos como sodio, silicio y níquel muestran una tendencia similar.
Con una masa de 1,16 masas solares, parece ser una estrella poco más joven que el Sol, con una edad de 4200 millones de años.
Su velocidad de rotación es igual o superior a 4,3 km/s, más del doble de la que tiene el Sol.
El exceso de radiación emitida en el infrarrojo sugiere que Ni Phoenicis se halla rodeada de un disco circunestelar de polvo semejante al de HN Pegasi o HD 76151. De acuerdo a modelos teóricos, el borde interior del disco se sitúa a 10 UA de la estrella, con una anchura de varias UA.